# Microphysogobio kiatingensis
Microphysogobio kiatingensis es una especie de peces de la familia de los Cyprinidae en el orden de los Cypriniformes.

## Hábitat
Es un pez de agua dulce. Puede medir hasta 12 centímetros de largo. 

## Distribución geográfica
Se encuentra en la China.